# Bílý kuřák

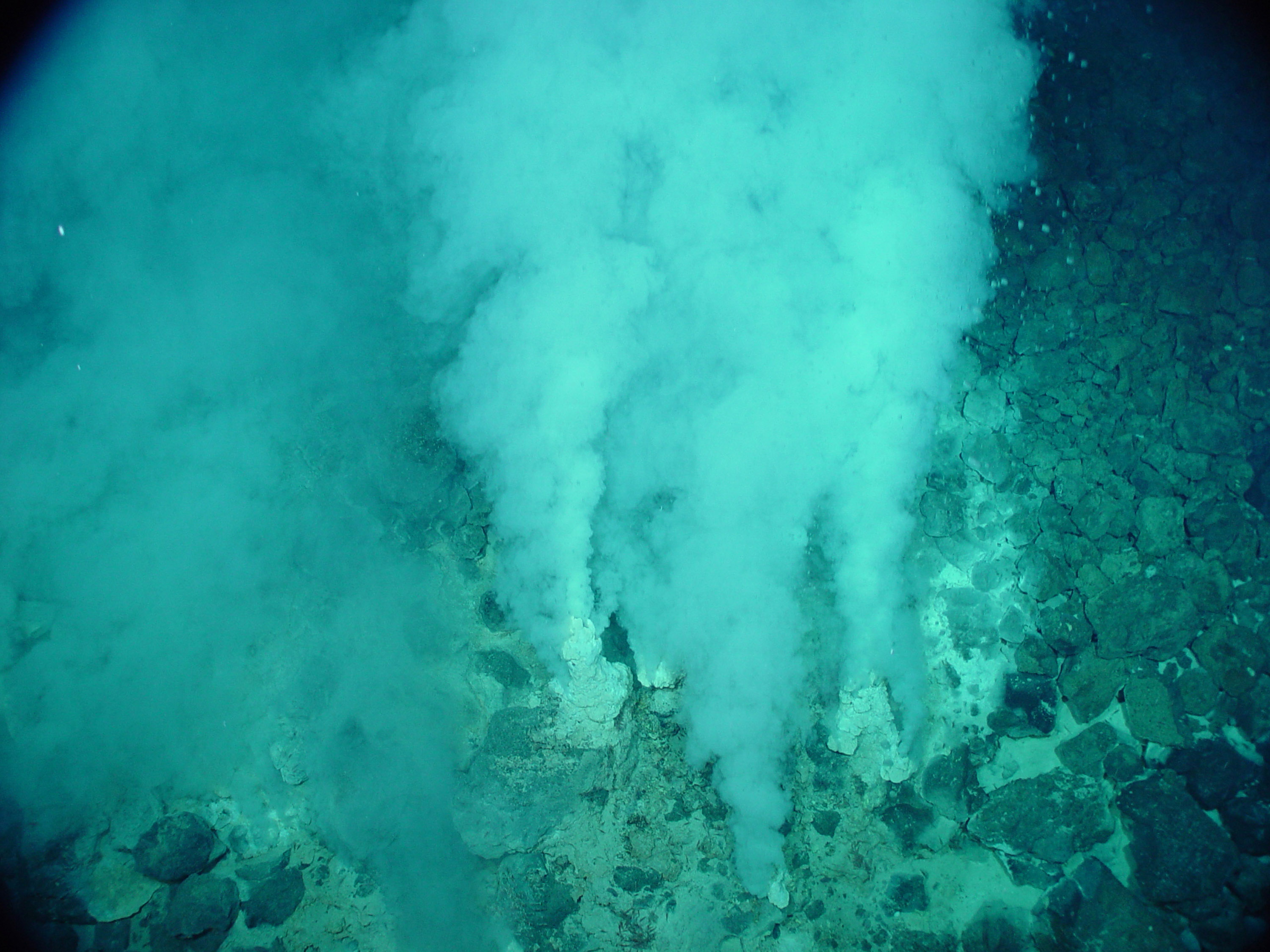
Bílý kuřák

Bílý kuřák (anglicky White Smoker) je označení pro hlubokomořské vřídlo, z kterého vyvěrá horká voda bílé barvy, tvořící na mořském dně komíny a jiné objekty a místa pokrytá bílými usazeninami v okolí vřídla. Byl pozorován na dně Atlantského oceánu poblíž Středoatlantského oceánského hřbetu v lokalitě Lost City a jinde většinou v blízkosti středooceánských hřbetů. Na rozdíl od známějšího černého kuřáka není přímo vázán na magmatickou činnost – není napájen vodou ohřívanou horkým magmatem a může se vyskytovat i ve větší vzdálenosti od oblastí vulkanické činnosti, jako jsou oceánské hřbety. Je také stabilnější a dlouhodobější s životností až desetitisíců let.

## Vznik, fyzikální a chemické vlastnosti
Hnací silou aktivity bílých kuřáků je chemický proces zvaný serpentinizace. To je proces, při kterém dochází k pronikání mořské vody do peridotitů, hornin původem ze zemského pláště, a v nich obsažený olivín se přeměňuje reakcí s vodou na magnetit a serpentin – vzniklá hornina se nazývá serpentinit (hadec). Chemická reakce je exotermní a teplota dosahuje až 300 °C. Kromě zmíněných hornin vzniká i vodík, který reaguje s uhličitany a sírany za vzniku metanu a sirovodíku.
Voda vyvěrající z bílých kuřáků má nižší teplotu než u černých kuřáků, uvádí se 40–90 °C, maximálně však 290 °C. Obsahuje především vodík, metan, uhličitany, vápník, křemík a baryum, je silně alkalická (pH 9–11) a redukovaná. Je bílá a vytváří na mořském dně vysoké bílé komíny složené převážně z uhličitanu vápenatého.
Existence bílých kuřáků je závislá na deskové tektonice. Pohyb litosférických desek způsobí odhalení dosud nepřeměněných hornin svrchního zemského pláště, peridotitů nebo jiných na olivín bohatých hornin, a jejich reakci s oceánskou vodou v příznivých podmínkách na oceánském dně. Relativně nízká teplota umožní reakci olivínu s vodou a vysoký tlak v hloubkách kolem 1 000 m způsobí, že voda se ani po ohřátí na vyšší teplotu nezačne vařit a při styku s chladnou okolní vodou dojde ke krystalizaci obsažených solí a tvorbě komínů. Lokalita Lost City se nachází v hloubce asi 750 m, ostatní lokality např. ty v Tichém oceánu v hloubkách až 2 300 m.
V Tokiu vědci vytvořili 3D model podmořských hor. Ukázalo se, že na dně moře se nalézá několik kilometrů široký hřeben, táhnoucí se celým Atlantským oceánem a na jeho konci se nachází Island. Na této linii se nachází všechny projevy uvolňování energie z vnitřku Země, jako jsou polštářové lávy, komíny bílých a černých kuřáků a široké trhliny, způsobené tektonickými silami Země.

## Bílé kuřáky a mimozemský život
V souvislosti s hydrotermálními jevy v hlubinách oceánů uvažují exobiologové o jevech, jako jsou bílé kuřáky, jako o možných zdrojích energie pro mimozemský život na tělesech sluneční soustavy, kde existuje podpovrchový oceán kapalné vody, zejména na Europě či Enceladu. Peridotit se v plášti těchto těles pravděpodobně vyskytuje, ale měsíce určitě nemají deskovou tektoniku, která je podmínkou pro vznik bílých kuřáků. Takže případná obnova zdrojů peridotitu na dně jejich oceánů je problematická. Bílý kuřák tak zřejmě nebude zdrojem energie pro život na těchto tělesech.

## Ochrana
Lokalita Lost City je chráněna organizací UNESCO.

## Srovnání
Známější a asi četnější černý kuřák je napájen vodou, která se ohřívá v blízkosti magmatického krbu od žhavého magmatu. Voda je teplejší – až 400 °C, silně kyselá – pH 2,8, redukovaná a obsahuje sulfidy železa, sirovodík, sloučeniny manganu, vodík, metan a těžké kovy jako zinek, měď, olovo, kobalt, nikl a další. Voda má černou barvu způsobenou sulfidy železa (pyrit) a vytváří vysoké komíny černé barvy, které rostou relativně rychle a poté se zhroutí a začínají růst znovu to vše v řádu dnů až týdnů.